# 479 aC
El 479 aC va ser un any del calendari romà prejulià. Durant la República Romana es coneixia com l'Any del consolat de Vibulà i Rútil, o de vegades, any 275 Ab urbe condita o de la fundació de Roma. La denominació 479 aC per a aquest any s'ha emprat des de l'edat mitjana, quan el calendari Anno Domini va ser el mètode més usat a Europa per a anomenar els anys.

## Esdeveniments

### Grècia
- El comandant persa Mardoni obté el suport d'Argos i de l'oest d'Arcàdia des d'on es dirigeix a Atenes i obliga als atenesos a retirar-se del camp de batalla. Els espartans van cap Atenes per ajudar-los. Mardoni torna al sud reocupant Beòcia i al marxar deixa Atenes en ruïnes.[2]
- Els atenencs van anar a Èritres i van acampar prop del Mont Citeró. Mardoni els va enviar la cavalleria dirigida per Masisti, i els va derrotar. Els grecs van anar a Platea on hi havia millor subministrament d'aigua i Mardoni els va seguir. Després de deu dies, com que els grecs, dirigits per Pausànies, es reforçaven, Mardoni va decidir lliurar batalla[3]
- 27 d'agost. A la batalla de Platea a Beòcia vencen els grecs. Acaba la invasió persa a Grècia. Mardoni mor durant la batalla i les seves tropes es veuen obligats a retirar-se.[4]
- 27 d'agost. Leotíquides d'Esparta i Xàntip d'Atenes derroten la flota persa en la batalla de Micale a les costes de Lídia.[5]
- Hipòdam porta a terme el pla director de reconstrucció de la ciutat de Milet, presa, saquejada i destruïda pels perses al 494 aC.[6]

### República Romana
- Cesó Fabi Vibulà i Tit Virgini Tricost Rútil són elegits cònsols a Roma.
- Aquell any la gens Fàbia va deixar Roma per anar a fer la guerra contra Veios. El cònsol Fabi Vibulà va demanar als patricis de compartir les terres ocupades als veies amb els plebeus, però els patricis s'hi van oposar. Va lluitar contra els eqües amb el suport dels plebeus, que volien mostrar la seva gratitud. Els eques es van retirar a les seves places fortes i els romans van devastar el seu territori. Va tornar a temps de salvar l'exèrcit del seu col·lega que estava rodejat pels veies i en gran perill. Després de la campanya Fabi Vibulà va renovar les propostes de conciliació entre patricis i plebeus, però altre cop van ser rebutjades, i els Fabii van decidir abandonar Roma i fundar una nova ciutat a la riba del Cremera, un afluent del Tíber, no lluny de Roma. Segons la llegenda, Cesó va dirigir-se al senat i va dir que els Fabii farien la guerra contra Veios ells sols (amb clients i esclaus) i al seu cost, oferta que va ser acceptada amb alegria, perquè els patricis es van veure lliures de l'obligació d'anar a combatre.[7][8]

## Necrològiques
- Confuci, filòsof xinès (nascut el 28 de setembre del 551 aC).[9]
- 27 d'agost - Mardoni, General persa.[4]